# Jean Buridan

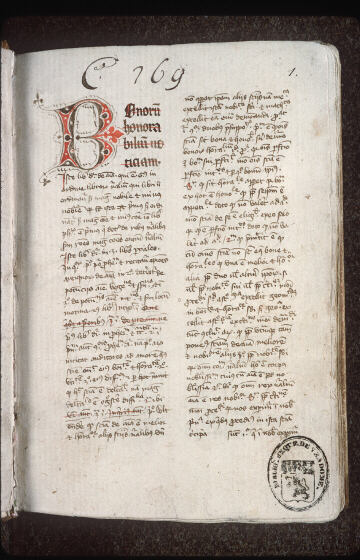
"Expositio et quaestiones", comentarii asupra operei De anima a lui Aristotel

Jean Buridan (în latină: Johannes Buridanus) (n. 1295, Béthune, communauté d'agglomération de Béthune-Bruay, Artois-Lys Romane⁠(d), Franța – d. 1358, Paris, Regatul Franței) a fost un preot și filozof francez.
A avut contribuții și în domeniul mecanicii, domeniu în care a elaborat teoria impetus-ului, prin care explica variația vitezei unui corp aflat în mișcare.
Deși ulterior infirmată, această teorie a constituit pe atunci un pas înainte în studierea fenomenului de mișcare mecanică și descrierea conceptului de inerție, pregătind reformarea mecanicii, înfăptuită de Galileo Galilei.
Ca filozof scolastic, a fost reprezentant al nominalismului și a comentat mai multe din scrierile lui Aristotel, multe din teoriile sale infirmându-le în mod categoric.
Cele mai valoroase scrieri ale sale sunt Opt cărți cu chestiuni de fizică ale profesorului Jean Buridan și Comentarii asupra operei «Despre cer» a lui Aristotel.

## Legături externe
- en  Biografie la Stanford Encyclopedia of Phylosophy Arhivat în 9 aprilie 2011, la Wayback Machine.